# Bothriocyrtum californicum
Espèce
Synonymes
- Cteniza californica O. Pickard-Cambridge, 1874

Bothriocyrtum californicum est une espèce d'araignées mygalomorphes de la famille des Halonoproctidae.

## Distribution
Cette espèce est endémique de Californie aux États-Unis,.

## Description

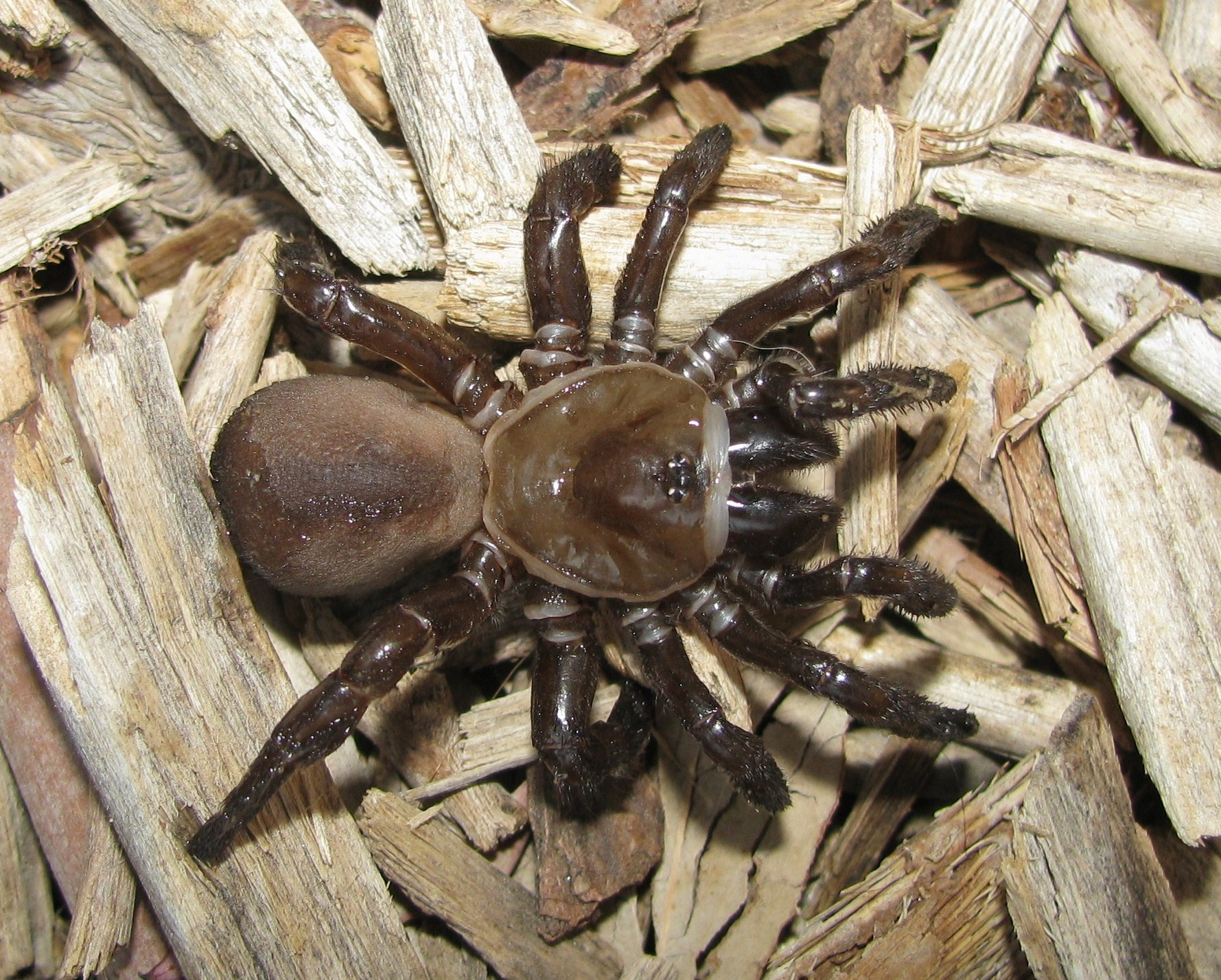
Bothriocyrtum californicum

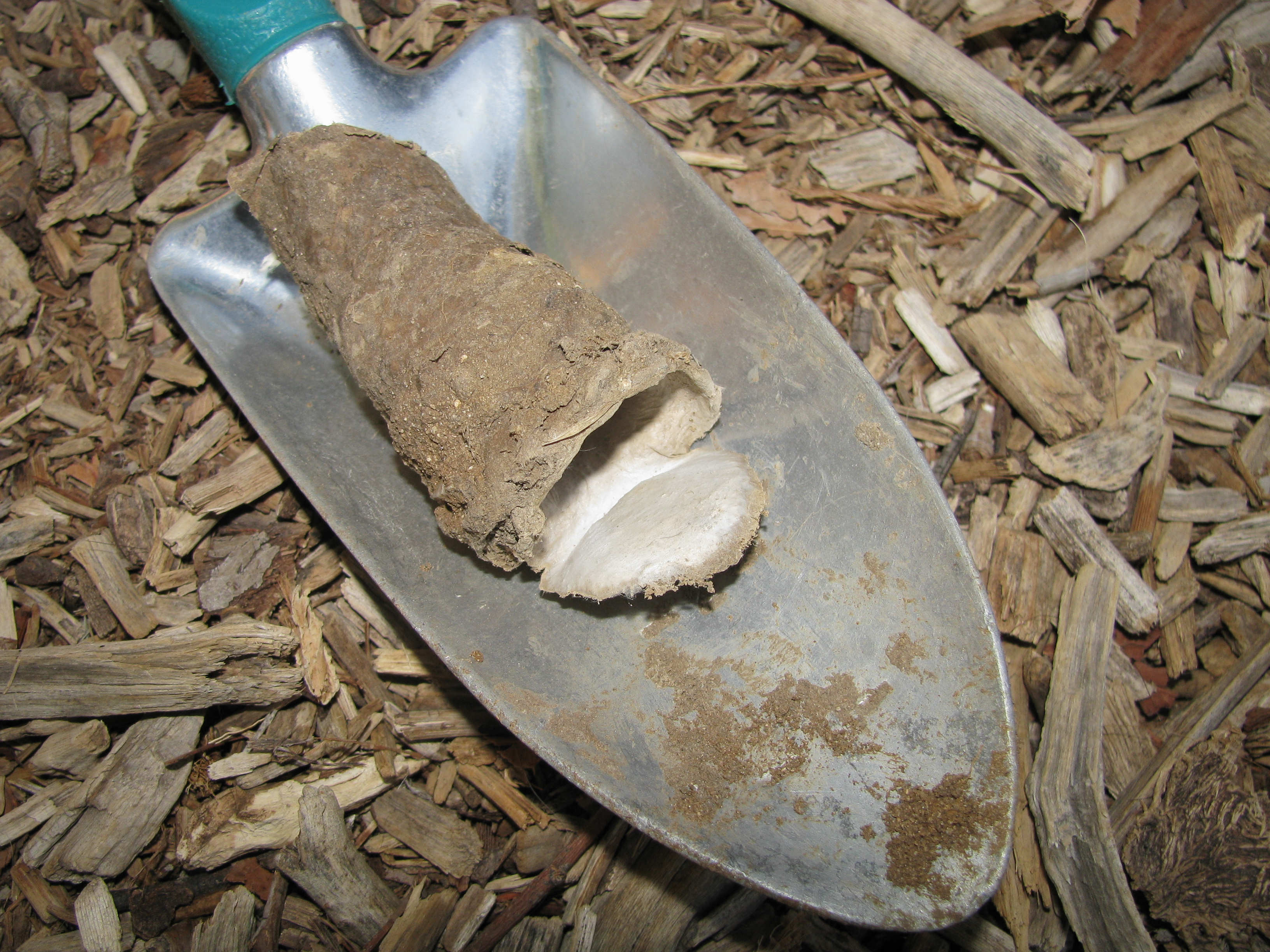
terrier de Bothriocyrtum californicum

Le mâle décrit par Gertsch et Wallace en 1936 mesure 21,50 mm.

## Étymologie
Son nom d'espèce lui a été donné en référence au lieu de sa découverte, la Californie.

## Publication originale
- Moggridge, 1874 : Supplement to Harvesting ants and trap-door spiders. London, p. 157-304 (texte intégral).